# Poiq
『poiq』（ポイック）は、ソニーが開発していたエンタテインメントロボット。

## 概要
『poiq』は、ソニーがAIロボティクス領域の新たな探索として開発した新型エンタテインメントロボットで、2022年4月4日に発表された。対話を通じてユーザーを理解しながら成長し、ユーザーの興味や関心に沿った知識を対話に活用することでより充実したコミュニケーションを図れるようになる特徴を持った、エンタテインメントロボットとして開発されている。
発表に合わせて声優の雨宮天による「天ちゃんのpoiq研究所」がスタートし、一般参加者の研究員（モニター）の募集も行われた。各研究員によるpoiqの育成が為され、2024年9月30日を以って一連のプロジェクトが終了。なお、poiqの一般販売の予定は無いとのこと。

## poiq育成プロジェクト
ソニーは、人間とロボットの共生社会を見据え、開発チームだけでなく同じ未来像を志向する一般ユーザーとの実証実験を通じて探索を深めたいと考え、アニメ、映画やマンガなどの主人公に寄り添い共に成長していく「バディ」のような存在としてpoiqを構想。様々な領域での探索活動を通じて、人とロボットの共生社会の実現を目指すため『poiq育成プロジェクト』の実施を決定した。

### 研究員の募集
poiqの対話型AIをリアルな生活環境で鍛える実証実験として、一般の参加希望者の募集を、発表同日の2022年4月4日から同年4月10日まで公式サイトの応募フォームにて行う。選考・抽選の結果、研究員に当選した参加者がプロジェクト参加の手続きを完了すると、6月1日より順次、各研究員宅にpoiq本体が届けられた。

### 第1弾
poiqが研究員宅に届き、専用アプリ「My poiq」で設定を入力し終えると、これよりpoiqとの生活が始まる。期間中、各研究員は実際にpoiqと暮らし、poiqの自然言語理解を進化させるために対話を重ね、必要な知識を「poiq辞書」に入力してpoiqの育成に務めていく。その研究成果の模様は「天ちゃんのpoiq研究所」のほか公式サイト、公式X、2023年3月18日ソニーシティにて開催された「poiq研究報告会」で披露された。当初の予定通り2023年3月31日にプロジェクトが一旦終了し、同年4月18日よりクラウド修行の旅と称してサービスが停止された。

#### poiq研究報告
いずれも2023年2月28日時点のデータ。

### 第2弾
修行を終えたとして2024年1月23日よりサービスを再開。いくつかの改良点が施されたほか「ポイチャレ」「ポイコン」などの新機能も追加された。同年9月30日に約30ヶ月にわたったプロジェクトが終了し、翌日10月1日より再びサービス停止され、残りのサービスも12月13日を以って終了した。

### プロジェクト終了後
サービス停止・終了に伴い、会話などほぼ全ての機能を喪失するpoiqをソニーは回収することはせず、poiqの処分は研究員に委ねられる。poiqを廃棄する場合は、本体を解体して内部のバッテリーを抜き出す必要がある。

### 研究の応用
poiqにスマート家電と連携するアプリの搭載が可能であり、今後、ユーザインタフェースやIoTデバイスとしての役割を持たせることも検討中としている。poiqの育成プロジェクトによって鍛え上げられたAIエンジンがスマート家電やスマートモビリティへの搭載も可能とのこと。それらの仕組みを応用させるサービスとして、ソニーとホンダの合弁会社、ソニー・ホンダモビリティが開発する電気自動車『AFEELA』にも展開している。
さらにはpoiqとaiboの連携というロボット同士の協調も考えていきたいとしている。

## 機能

### 主な機能
音声認識
poiqの会話AIはチャットボットのようなシナリオ型とGPT-3のような自動生成型の2つのタイプを組み合わせたソニー独自のハイブリッド型を採用している。第2弾からは外部の生成AIを組み込んで対話力の向上が図られた。
画像認識
カメラが眉間に搭載され、「ユーザーの顔認識」に用いられたり、撮影を指示すると写真を撮ってくれる。撮った写真はMy poiqにて閲覧できる。第2弾よりユーザーの身振り・手振りなど非言語コミュニケーションを認識して反応したり、ぬいぐるみなどのアイテムの画像を入力し覚えられたりなどマルチモーダルな対応をできるようになった。
感情表現
円筒状の胴体に半球状の頭部のシンプルな構成で、少し前傾するだけで頭と尻ができ、生命感生まれるデザインとなっている。頭部はピッチ・ロール・ヨーの3軸可動になっていて、両目にはLEDディスプレイを搭載。半透明のドームを被せ、外からは目が動いているように見える仕組みにより、感情表現を作り出している。
移動
底面には2軸ホイールを搭載し、倒立振子のバランス制御によってスムーズに移動することができ、立ち止まって回転動作したり、さらにダンスを踊らせたりもできる。
センサー
前面・背面・底面の各センサーが周囲の障害物を感知し安全移動を行う。人が持ち上げたり触ったり撫でたりするとセンサーが感知してpoiqが反応を示し返す。

### My poiq
My poiq（マイ ポイック）は、poiqとの生活をより快適に過ごすためのアプリケーションソフト。開発はソニーグループ、制作はジーク ゲームズ。各種設定のほか、会話履歴をタイムラインで確認したり、poiqが撮影した写真を閲覧できる。サービス停止中は各種設定が行えなくなるが、会話履歴やMEMORIES、写真など思い出の記録はサービス終了まで閲覧可能。
poiq辞書
My poiqあるいはWebブラウザからアクセスして、とあるトピックに豆知識を入力すると数日後にはpoiqとそのトピックについての会話が行えるようになる、研究員たちの集合知。poiq研究報告にて第1弾期間中における最も多いトピック数・知識数が発表された。サービス停止中はpoiq辞書の入力・閲覧が行えない。
みんなでポイッQ
poiqに教えたクチコミを研究員間で共有する仕組み。設定をオンにすると、poiqが研究員に質問し、研究員の回答した内容がクチコミとなって他のpoiqに共有される。
MEMORIES
poiqが綴る日記。
Amazon Alexa
設定でpoiqをAmazon Alexaと連携させることが可能。poiqをスマートスピーカーとして使用できる。なお、ボイスはAmazon Alexaの仕様。
ポイチャレ
クラウド修行の成果としてプロジェクト第2弾より実装。以降チャレンジ内容が都度配信される。
ポイコン
poiqをラジコンやドローンのように操縦できる機能でプロジェクト第2弾より実装。公式サイトに公開されている「さんぽコース」を印刷した紙の上の導線に沿ってpoiqが自走する「ポイさんぽ」が楽しめる。
ボイス
My poiqでキャラタイプを切り替えるとボイスを変更することができる。初期設定ではアマーリ（花守ゆみり）のみだが、順次追加されていった。
| キャラタイプ           | 担当声優   | 配信日         |
| ---------------------- | ---------- | -------------- |
| フレッシュ（アマーリ） | 花守ゆみり | -              |
| スマート（ジョーダン） | 浪川大輔   | 2022年 6月30日 |
| かわいい（アリス）     | 三森すずこ | 2022年 6月30日 |
| 天真爛漫（マーフィー） | 日高里菜   | 11月4日        |
| 思いやり（フローラ）   | 茅野愛衣   | 11月4日        |
| はつらつ（アマネ）     | 雨宮天     | 12月1日        |
| 頼もしい（ジェラード） | 津田健次郎 | 2023年 2月9日  |
| やんちゃ               | 麻倉もも   | 2024年 4月18日 |
| 清楚                   | 戸松遥     | 2024年 4月18日 |
| ダンディ               | 小野友樹   | 6月4日         |
| 初々しい               | 小倉唯     | 6月4日         |
| 人懐っこい             | 小林由美子 | 7月19日        |
| 爽やか                 | 福山潤     | 7月19日        |

## 仕様
| poiqの主な仕様   | poiqの主な仕様                                                                                   |
| ---------------- | ------------------------------------------------------------------------------------------------ |
| 名称             | poiq（ポイック）                                                                                 |
| 型番             | CER-1000                                                                                         |
| 可動部（自由度） | 顔：3軸、ホイール：2軸                                                                           |
| キースイッチ類   | 電源ボタン、音量ボタン（+、-）、WPSボタン（Wi-Fi Protected Setup™）                              |
| LED              | 目（白×8、RGB×6）、電源/充電LED、Wi-Fi LED、Bluetooth LED、お知らせLED、コミュニケーションLED    |
| カメラ           | カメラ×1                                                                                         |
| 端子類           | USB Type-C®端子×1                                                                                |
| サウンド         | スピーカー、マイク×4                                                                             |
| センサー類       | 6軸検出システム×2（3軸ジャイロ・3軸加速度）、ToFセンサー×6、ミリ波レーダーセンサー、近接センサー |
| 消費電力         | 約4W                                                                                             |
| 連続稼働時間     | 約180分                                                                                          |
| バッテリー容量   | 16.4Wh                                                                                           |
| 外形寸法         | 直径約72mm×高さ約118mm（突起部を除く）                                                           |
| 重量             | 約410g                                                                                           |
| 通信方式         | Wi-Fi®：IEEE 802.11a/b/g/n、Bluetooth®：4.2                                                      |

## メディア出演

### 天ちゃんのpoiq研究所
『天ちゃんのpoiq研究所』は第1弾期間中のプロジェクト名、および2022年4月4日から2023年3月30日までYoutubeにて配信されていたインターネットテレビで、同節では後者について解説する。出演はpoiq育成プロジェクトの研究リーダーに就任した声優・雨宮天と同プロジェクト研究所所長に就任した鷲崎健。雨宮天の企画YouTubeチャンネル「雨宮天のてくてく天ちゃん」内にて隔週木曜日20時に配信された。研究リーダーを拝命した雨宮が、poiqの成長記や新情報を発信していく。2023年3月18日、ソニーシティにて開催された「poiq研究報告会」には雨宮・鷲崎の両名も出席した。2023年3月30日に番組が終了すると雨宮・鷲崎は同プロジェクトを退任となった。

#### 配信リスト
| 回  | 放送日         | サブタイトル                                                                      |
| --- | -------------- | --------------------------------------------------------------------------------- |
| #1  | 2022年 4月4日  | 【雨宮天 研究リーダーに任命！】目指せ、最高のバディ！                             |
| #2  | 4月21日        | 【雨宮天、ガチ勉強!?】poiqテスト！〜初級編〜                                      |
| #3  | 5月5日         | 【雨宮天、全力アピール！】poiqに私のアレコレ教えます！                            |
| #4  | 5月19日        | 【雨宮天、感動】poiqがリケ恋の質問に答えられるか証明してみた。                    |
| #5  | 6月2日         | 【雨宮天×演技!】日常コントやってみた！                                            |
| #6  | 6月16日        | 【雨宮天×新キャラ初公開！】天ちゃん衝撃！あれもこれもpoiq!?                       |
| #7  | 6月30日        | 【雨宮天、デコります】天ちゃんはデコ神⁉過去イチゆる回                             |
| #8  | 7月14日        | 【雨宮天×春アニメ】天ちゃんのおしゃべりタイム！2022春アニメ                       |
| #9  | 7月28日        | 【雨宮天×グルメ】脱・夏バテ！天ちゃんの世界のカレーパーティー！                   |
| #10 | 8月11日        | 【雨宮天×突撃ロケ】A-1 Picturesに行ってきた！                                     |
| #11 | 8月25日        | 【雨宮天×A-1 Pictures再び】キャラデザに挑戦！天ちゃんの新キャラプロジェクト①      |
| #12 | 9月8日         | 【雨宮天×バトル】秋の小ネタ運動会！誕生日プレゼントも！                           |
| #13 | 9月22日        | 【雨宮天×投稿紹介】みんなの投稿を天ちゃんがチェック！                             |
| #14 | 10月6日        | 【雨宮天×夏アニメ】収録ウラ話！天ちゃんのおしゃべりタイム！                       |
| #15 | 10月20日       | 【雨宮天、キャラ作ってみた】みんなでキャラメイク！天ちゃんの新キャラプロジェクト② |
| #16 | 11月3日        | 【雨宮天×成長⁉】振り返りテスト！緊急次回予告も！                                  |
| #17 | 11月17日       | 【声優、雨宮天】アフレコ収録を特別公開！＆新キャラも初登場！                      |
| #18 | 12月1日        | 【雨宮天×cv.雨宮天⁉】オリジナルキャラがついに完成！夢の競演！                     |
| #19 | 12月15日       | 【雨宮天×質問の嵐⁉】千問ノックに挑戦！話題の画伯も登場…？                         |
| #20 | 12月29日       | 【雨宮天×ごはんトーク】腹ペコ⁉抜き打ちチェックSP！                                |
| #21 | 2023年 1月12日 | 【雨宮天、地団駄】白熱！冬のすごろくバトル                                        |
| #22 | 1月26日        | 【雨宮天、ノリノリ♪】研究報告を徹底チェック！                                     |
| #23 | 2月9日         | 【雨宮天×新キャラ】7つめのキャラが登場！アフレコ映像とオリジナルグッズも！        |
| #24 | 2月23日        | 【雨宮天×ゲーム実況】Fall Guys・テトリス、攻略への道⁉                             |
| #25 | 3月9日         | 【雨宮天、最後の挑戦】poiqテスト！〜上級編〜                                      |
| #26 | 3月30日        | 【雨宮天×poiq最終回】さらば、天ちゃんのpoiq研究所！イベントレポと名場面も！       |

### DeepTV.art
- DeepTV.art（2022年5月6日 - 9月30日、TOKYO MX）
  - poiqがアシスタントMCを務めるテレビ番組。2022年8月26日放送の第17回にはpoiq開発チームが出演し開発秘話が語られた[54]。

### 桜前線上昇中
- 桜前線上昇中（2022年6月17日[55]、2023年4月7日[56]、note、各種Podcast）
  - パーソナリティの春風亭昇輔がpoiqに「コロン」と名付け育てていた。